# Rhys Carre
Rhys Michael T. Carre (Cardiff, 8 febbraio 1998) è un rugbista a 15 britannico, internazionale per il Galles, che gioca come pilone nei Cardiff Rugby in Pro14.

## Biografia
Carre si formò come giocatore nell'accademia dei Cardiff Rugby. Scese in campo per la prima volta in un incontro professionistico nell'aprile 2016 con la maglia del Cardiff RFC, club provinciale nel quale giocò quattro stagioni della Welsh Premier Division. Nel novembre 2016 debuttò con la franchigia dei Cardiff Blues in Coppa Anglo-Gallese. Questa e la British and Irish Cup furono le sole competizioni che disputò con i Blues, fino all'esordio nella terza giornata del Pro14 2018-2019 contro le Zebre. Nell'aprile 2019 fu annunciato ufficialmente il suo passaggio al club inglese dei Saracens. Dopo solo una stagione ed otto partite disputate con la nuova maglia, fece ritorno ai Cardiff Blues in seguito alla retrocessione d'ufficio dei Saracens per aver superato il monte ingaggi consentito.
Carre giocò con la nazionale under-20 gallese le edizioni 2017 e 2018 del mondiale di categoria e, nelle stesse annate, fu in campo anche nel Sei Nazioni giovanile. Il ct del Galles Warren Gatland lo incluse, nell'aprile 2019, nella squadra allargata per la Coppa del Mondo di rugby 2019 senza che avesse nessuna apparizione con la nazionale maggiore. Debuttò con la maglia dei Dragoni nell'incontro preparatorio con l'Irlanda dell'agosto 2019 ed, il giorno successivo, fu ufficialmente incluso nella squadra gallese selezionata per disputare il mondiale. Nel torneo iridato, concluso dal Galles al quarto posto finale, fece cinque apparizioni partendo sempre dalla panchina. Il nuovo commissario tecnico della nazionale britannica Wayne Pivac lo convocò per il Sei Nazioni 2020, durante il quale giocò tre incontri, segnando la sua prima meta internazionale contro la Scozia all'ultima giornata. Successivamente prese parte anche a due sfide dell'Autumn Nations Cup.